# Opel
Opel Automobile GmbH, geralmente abreviada para Opel, é uma fabricante de automóveis com sede na Alemanha. A empresa foi fundada por Adam Opel em 21 de janeiro de 1862 como uma fábrica de máquinas de costura, em 1886 passou a produzir bicicletas, em 1899 passou a produzir automóveis e vem mantendo este tipo de produção até os dias de hoje. Era uma subsidiária da General Motors de 1929 até 2017, quando foi adquirida pelo grupo PSA Peugeot-Citroën. Seus veículos são vendidos no Reino Unido sob a marca Vauxhall.
A atual gama da Opel consiste nos seguintes modelos: Astra, Corsa, Karl, Insignia, Movano, Vivaro, Adam, Mokka. O modelo Opel Blitz foi usado na Segunda Guerra Mundial pelo Exército Alemão para transportar tropas.

## História
1862: Adam Opel começa a fazer máquinas de costura

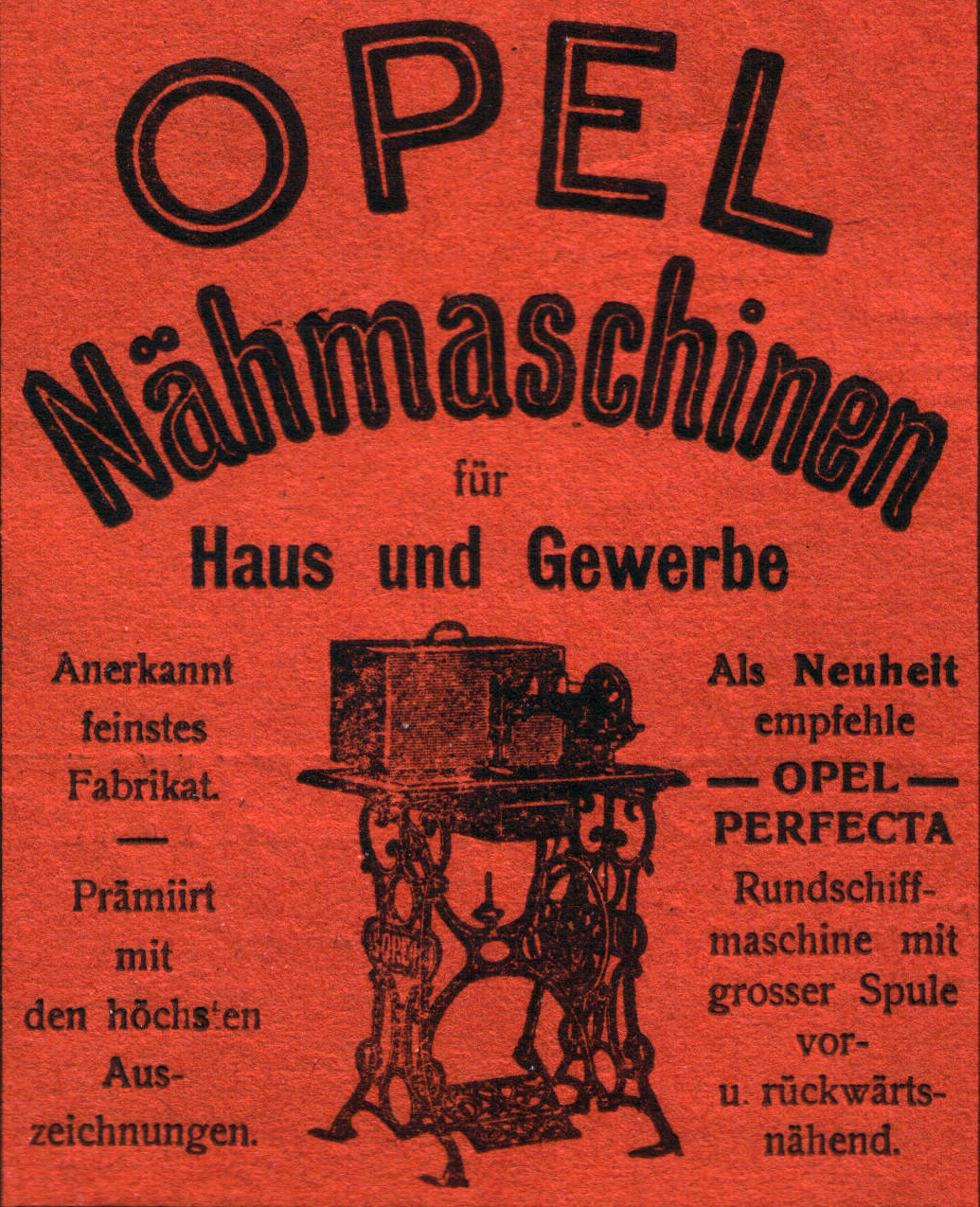
Anúncio de máquinas de costuras da Opel, 1901

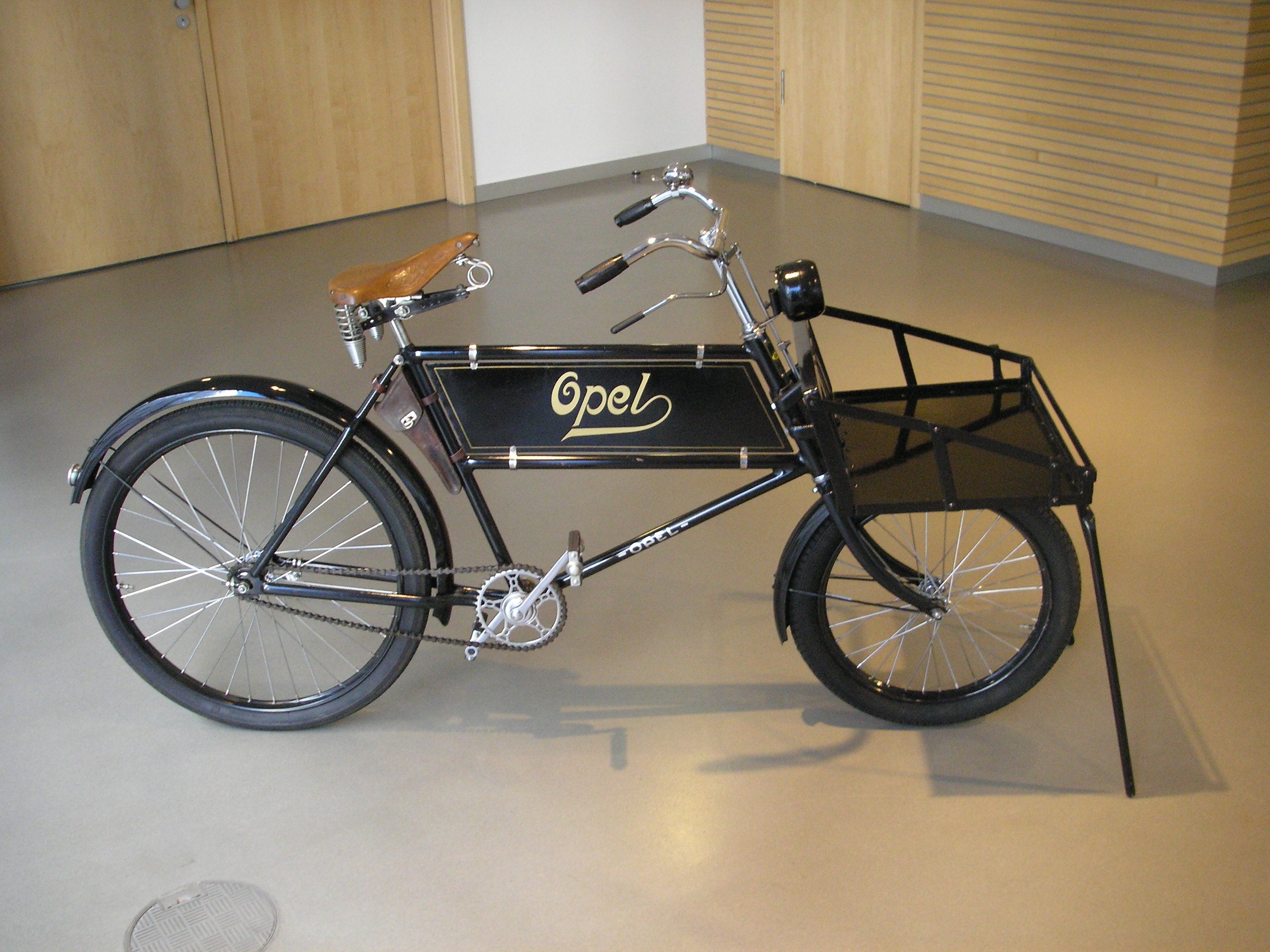
Bicicleta segura da Opel

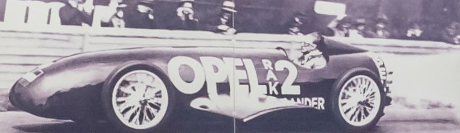
Carro-foguete Opel RAK.2, pilotado por Fritz von Opel, na pista AVUS (Berlim) em 23 de Maio de 1928.

Adam Opel era o filho mais velho do serralheiro Philipp Wilhelm Opel em Rüsselsheim. Depois de um aprendizado na empresa de seu pai, a Opel foi em 1857 nas viagens do viajante, o que o levou a Liège, Bruxelas e Inglaterra a Paris. No começo, ele trabalhou lá em um cofre, depois com seu irmão Georg Opel na fábrica de máquinas de costura de Journaux & Leblond. No início de 1862, mudaram-se para a fábrica de máquinas de costura Huguenin & Reimann. No outono de 1862, Adam Opel retornou a Rüsselsheim e começou na oficina de seu pai com a construção da primeira máquina de costura Opel.
Na primavera de 1863, Adam Opel estabeleceu seu próprio negócio em um antigo estábulo. O irmão Georg, que permaneceu em Paris, forneceu-lhe os aços especiais necessários, garras e agulhas. A produção das máquinas de costura levou muito tempo. Assim, a Opel ganhou a vida com a produção da Weinverkorkmaschinen e a venda de máquinas de costura da empresa Plaz e da Rexroth, de Paris (estas máquinas de costura são muitas vezes falsamente referidas como Opel n.º 1).1864 também foram máquinas de costura de Londres após a patente de Elias Howe na oferta da Opel.
O casamento fechado de 1868 com a filha do estalajadeiro Sophie Marie Scheller permitiu à Opel, no mesmo ano, o estabelecimento da fábrica de máquinas de costura da Adam Opel e a aquisição de fábricas da fundição Lallement & Cie. Em 1880, um total de 20 000 máquinas de costura foram fabricadas. Com o edifício da fábrica de 1882 foi convertido para o sistema Singer. Até então, a Opel construíra: máquina de costura Opel para Plaz e Rexroth, máquina de costura Thomas, máquina de costura 1864 Dolphin para Grover e Baker, máquina de costura Titia de 1870 Sophia e máquina de costura Cylinder Elastique para sapateiro. Em 1885, 300 trabalhadores produziram 18 000 máquinas de costura. Em 1895 o fundador da empresa morreu e sua viúva Sophie levou seu filho Carl von Opel junto com os demais, Wilhelm, Heinrich, Fritz e Ludwig continuam o negócio.
O mais tardar, por volta de 1900, ficou claro que o futuro da fábrica da Opel não estaria nas máquinas de costura. Toda a produção alemã foi quase superior às vendas mundiais possíveis. Assim, as vendas de máquinas de costura obsoletas, a Opel vendeu barato para atacadistas e no exterior. Nos anos entre 1863 e 1911, a Opel produziu e vendeu um milhão de máquinas de costura. Depois de um grande incêndio em Opelwerk em 1911, a empresa terminou a construção de máquinas de costura e produziu apenas bicicletas e automóveis.
Fritz von Opel, neto de Adam, foi fundamental na popularização dos foguetes como meio de propulsão para veículos (ver: História dos foguetes e Propulsão de foguete). Na década de 1920, junto com Max Valier, co-fundador do Verein für Raumschiffahrt ("Sociedade para Viagens Espaciais"), e Friedrich Wilhelm Sander, ele iniciou o Opel-RAK, primeiro programa de foguetes do mundo, levando a recordes de velocidade para automóveis, veículos ferroviários e o primeiro voo tripulado de um avião-foguete (Opel RAK.1) em Setembro de 1929. Por conta dos recordes que estabeleceu, von Opel foi apelidado de "Fritz-foguete".

## Cronologia

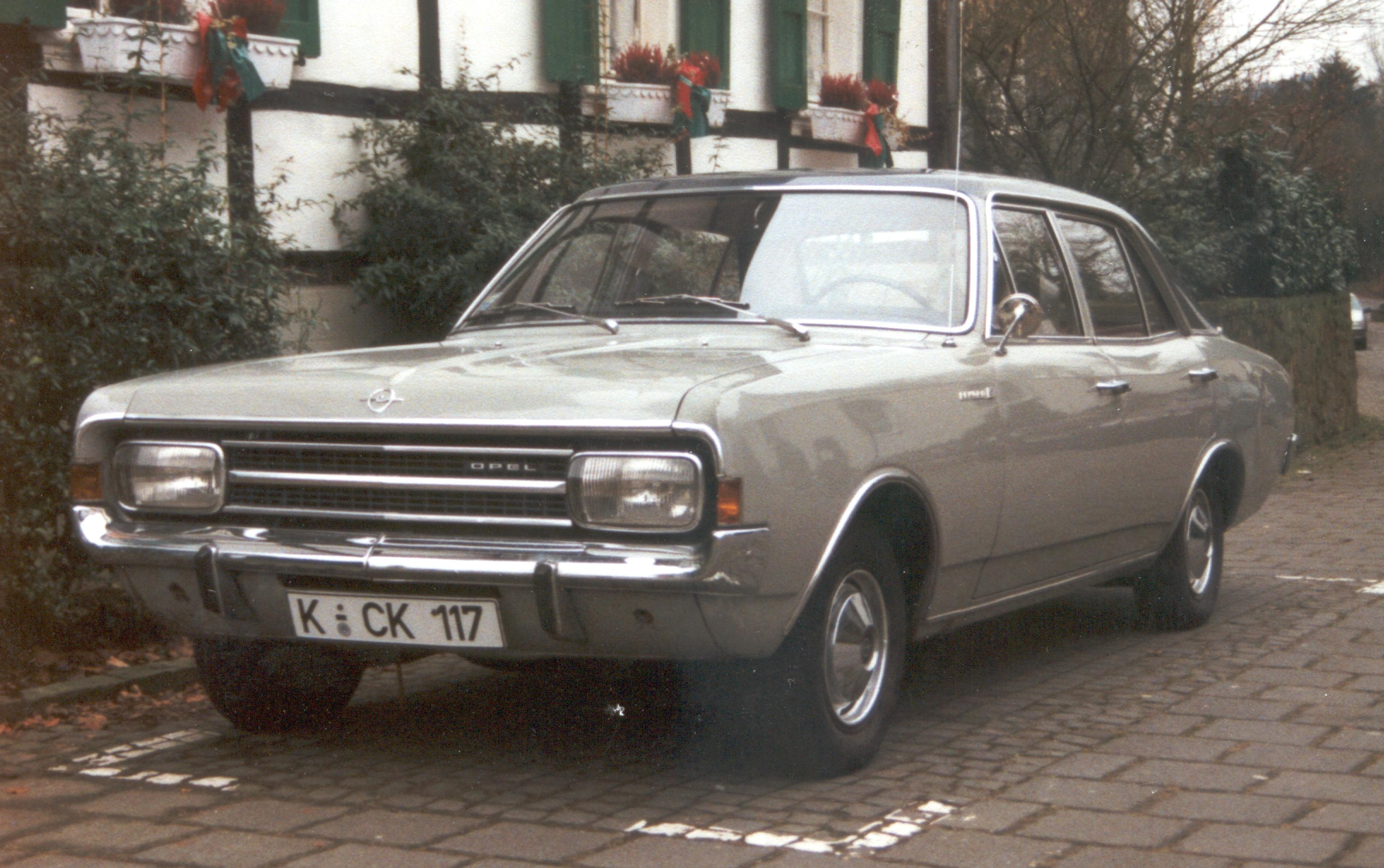
Opel Rekord C, 1.7 L, 1968.

- 1863 – Opel fundada por Adam Opel.
- 1902 – Pela primeira vez são vistos os designs da marca, no Hamburg Motor Show.
- 1906 – Primeiros carros fabricados a partir de design próprio.
- 1907 – Opel-Darracq é encerrada.
- 1911 – A fábrica é destruída.
- 1913 – Opel é a maior empresa automóvel na Alemanha.
- 1929 – General Motors compra 80% da empresa.
- 1963 - O logo da empresa passa a ser o anel atravessado pelo relâmpago.
- 1931 – General Motors aumenta a sua compra para 100% da empresa.
- 1971 – Opel é lançada na Ásia.
- 2005 – Início da cooperação com a Saturn Corporation.
- 2006 – Opel Japão é encerrada em dezembro.
- 2017 - Adquirida pelo grupo francês PSA Peugeot Citroën.

## Modelos

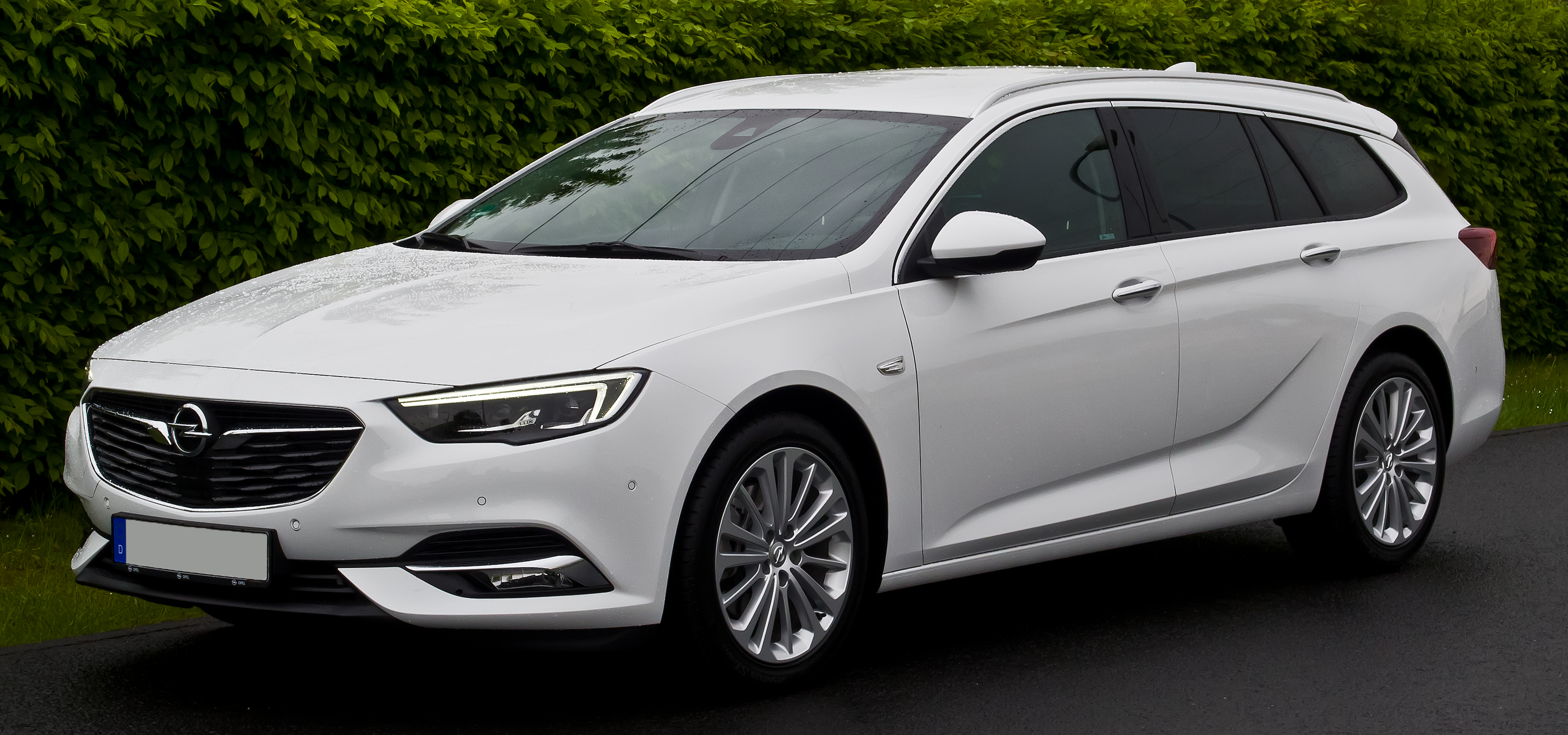
Opel Insignia

- Opel Adam
- Opel Admiral
- Opel Agila
- Opel Antara
- Opel Ascona
- Opel Astra
- Opel Blitz
- Opel Calibra
- Opel Commodore
- Opel Corsa
- Opel Diplomat
- Opel GT
- Opel Gemini
- Opel Isuzu
- Opel Kadett
- Opel Kapitän
- Opel Manta
- Opel Meriva
- Opel Monza
- Opel Movano
- Opel Olympia
- Opel Omega
- Opel Rekord
- Opel Senator
- Opel Signum
- Opel Combo
- Opel Sintra
- Opel Speedster
- Opel Super Six
- Opel Tigra
- Opel Vectra
- Opel Vita
- Opel Zafira

## Protótipos
- Opel Trixx
- Opel Frogster

## Vendas

### Por região
| Região                  | 2018      |
| ----------------------- | --------- |
| Europa                  | 1 004 197 |
| Médio Oriente + Africa  | 31 989    |
| China + Extremo Oriente | 581       |
| América Latina          | 1 110     |
| Eurásia                 | 180       |

### Por país
Em 2018, a Opel vendeu 1 038 057 veículos.
| Paises      | 2018    |
| ----------- | ------- |
| Alemanha    | 245 727 |
| Reino Unido | 211 682 |
| Italia      | 99 530  |
| Espanha     | 88 690  |
| França      | 81 827  |